# ATR
ATR (Italiensk: Aerei da Trasporto Regionale, Fransk: Avions de Transport Régional) er en italiensk-fransk flyproducent der primært fremstiller turbopropfly af typerne ATR 42 og ATR 72. Selskabet blev etableret i 1981 som et joint venture imellem franske Aérospatiale (i dag en del af Airbus Group) og italienske Aeritalia (nu Alenia Aeronautica, der er en del af Leonardo S.p.A.). ATR har hovedsæde ved Toulouse-Blagnac Lufthavn i den franske kommune Blagnac.
I juni 2020 havde selskabet igennem årene solgt knap 1.700 fly til operatører i mere end 100 lande, herunder i Danmark bl.a. Danish Air Transport. Det danske selskab Nordic Aviation Capital råder endvidere over en større flåde af ATR's fly.
ATR fremstiller to grundmodeller, ATR 42 og ATR 72. ATR 42 fremstilles i varianten ATR 42-600 og ATR 42-600S (STOL) og ATR 72 fremstiles i ATR 72-600 og ATR 72-600F (Fragt).